# Léon Noël
Léon Philippe Jules Arthur Noël  (Párizs, 1888. március 28. - Toucy, 1987. augusztus 6.) jogi doktor, nagykövet és francia politikus; a francia Alkotmányos Tanács első elnöke.

## Életpályája
Jules Noël államtanácsos és Cécile Burchard-Bélaváry fia.
- Államtanácsos
- Rajna-vidéki főbiztos (1927-1930)
- Haut-Rhin-i prefektus (1930-1931)
- prágai meghatalmazott miniszter (1932-1935)
- varsói francia nagykövet (1935-1940)
- A Francia Társadalomtudományi Akadémia tagja (1944) majd elnöke (1958)
- Országgyűlési képviselő (1951-1955)
- A francia Alkotmányos Tanács első elnöke (1959–1965)

## Elismerések
- Francia Köztársaság Becsületrendje (nagykereszt)
- Francia Köztársaság Nemzeti Érdemrendje (nagykereszt)
- Order Odrodzenia Polski (nagykereszt), Lengyelország
- Řád Bílého lva (nagykereszt), Csehország